# Real Sociedad de Fútbol 2024-2025
Questa voce raccoglie le informazioni riguardanti la Real Sociedad de Fútbol nelle competizioni ufficiali della stagione 2024-2025.

## Maglie e sponsor
| Casa | Trasferta | Terza divisa |

Fornitore tecnico: Macron

## Organico
Rosa aggiornata al 16 aprile 2025.
| N. |                     | Ruolo | Calciatore         |
| -- | ------------------- | ----- | ------------------ |
| 1  | Spagna (bandiera)   | P     | Álex Remiro        |
| 2  | Spagna (bandiera)   | D     | Álvaro Odriozola   |
| 3  | Spagna (bandiera)   | D     | Aihen Muñoz        |
| 4  | Spagna (bandiera)   | C     | Martín Zubimendi   |
| 5  | Spagna (bandiera)   | C     | Igor Zubeldia      |
| 6  | Spagna (bandiera)   | D     | Aritz Elustondo    |
| 7  | Spagna (bandiera)   | A     | Ander Barrenetxea  |
| 8  | Russia (bandiera)   | C     | Arsen Zacharjan    |
| 9  | Spagna (bandiera)   | A     | Carlos Fernández   |
| 9  | Islanda (bandiera)  | A     | Orri Óskarsson     |
| 10 | Spagna (bandiera)   | A     | Mikel Oyarzabal () |
| 11 | Suriname (bandiera) | A     | Sheraldo Becker    |
| 12 | Spagna (bandiera)   | D     | Javi López         |
| 13 | Spagna (bandiera)   | P     | Unai Marrero       |
| 14 | Giappone (bandiera) | A     | Takefusa Kubo      |

| N. |                      | Ruolo | Calciatore              |
| -- | -------------------- | ----- | ----------------------- |
| 15 | Spagna (bandiera)    | D     | Urko González de Zárate |
| 16 | Spagna (bandiera)    | C     | Jon Ander Olasagasti    |
| 17 | Spagna (bandiera)    | D     | Sergio Gómez            |
| 18 | Mali (bandiera)      | D     | Hamari Traoré           |
| 19 | Nigeria (bandiera)   | A     | Umar Sadiq              |
| 19 | Venezuela (bandiera) | D     | Jon Aramburu            |
| 20 | Spagna (bandiera)    | D     | Jon Pacheco             |
| 21 | Marocco (bandiera)   | D     | Nayef Aguerd            |
| 22 | Spagna (bandiera)    | C     | Beñat Turrientes        |
| 23 | Spagna (bandiera)    | C     | Brais Méndez            |
| 24 | Croazia (bandiera)   | C     | Luka Sučić              |
| 25 | Spagna (bandiera)    | C     | Jon Magunazelaia        |
| 28 | Spagna (bandiera)    | C     | Pablo Marín             |
| 31 | Spagna (bandiera)    | D     | Jon Martín              |
| 40 | Spagna (bandiera)    | A     | Arkaitz Mariezkurrena   |

## Calciomercato

### Sessione estiva
| Acquisti | Acquisti        | Acquisti        | Acquisti                   |
| R.       | Nome            | da              | Modalità                   |
| -------- | --------------- | --------------- | -------------------------- |
| A        | Orri Óskarsson  | Copenaghen      | definitivo (20 milioni €)  |
| C        | Luka Sučić      | Salisburgo      | definitivo (10 milioni €)  |
| A        | Sergio Gómez    | Manchester City | definitivo (10 milioni €)  |
| D        | Javi López      | Alavés          | definitivo (6,5 milioni €) |
| D        | Nayef Aguerd    | West Ham Utd    | gratuito                   |
| R.       | Nome            | da              | Modalità                   |
| C        | Robert Navarro  | Cadice          | fine prestito              |
| A        | Álex Sola       | Alavés          | fine prestito              |
| C        | Roberto López   | Tenerife        | fine prestito              |
| A        | Jon Karrikaburu | FC Andorra      | fine prestito              |
| D        | Diego Rico      | Getafe          | fine prestito              |

| Cessioni         | Cessioni          | Cessioni         | Cessioni                    |
| R.               | Nome              | a                | Modalità                    |
| ---------------- | ----------------- | ---------------- | --------------------------- |
| D                | Robin Le Normand  | Atlético Madrid  | definitivo (34,5 milioni €) |
| C                | Mikel Merino      | Arsenal          | definitivo (32 milioni €)   |
| D                | Diego Rico        | Getafe           | definitivo (1,5 milioni €)  |
| A                | Álex Sola         | Getafe           | definitivo (1 milione €)    |
| C                | Robert Navarro    | Maiorca          | definitivo (850 mila €)     |
| C                | Roberto López     | Leganés          | gratuito                    |
| A                | Martín Merquelanz | Eibar            | gratuito                    |
| A                | Jon Karrikaburu   | Racing Santander | prestito                    |
| A                | Carlos Fernández  | Cadice           | prestito                    |
| C                | Jon Gorrotxategi  | Mirandés         | prestito                    |
| A                | Alberto Dadie     | Mirandés         | prestito                    |
| Altre operazioni |                   |                  |                             |
| R.               | Nome              | a                | Modalità                    |
| D                | Kieran Tierney    | Arsenal          | fine prestito               |
| D                | Javi Galán        | Atlético Madrid  | fine prestito               |
| A                | André Silva       | RB Lipsia        | fine prestito               |

#### Sessione invernale
| Acquisti         | Acquisti         | Acquisti         | Acquisti         |
| R.               | Nome             | da               | Modalità         |
| Altre operazioni | Altre operazioni | Altre operazioni | Altre operazioni |
| R.               | Nome             | da               | Modalità         |
| ---------------- | ---------------- | ---------------- | ---------------- |

| Cessioni         | Cessioni                | Cessioni | Cessioni |
| R.               | Nome                    | a        | Modalità |
| ---------------- | ----------------------- | -------- | -------- |
| C                | Jon Magunazelaia        | Córdoba  | prestito |
| A                | Umar Sadiq              | Valencia | prestito |
| C                | Urko González de Zárate | Espanyol | prestito |
| Altre operazioni |                         |          |          |
| R.               | Nome                    | a        | Modalità |

## Risultati

### Primera División

#### Girone di andata
| Arbitro: | Hernández Hernández |

|                 |           |                           |
| Zubimendi 90+8’ | Marcatori | 67’ De Frutos 84’ Camello |

| Arbitro: | Melero López |

|  |           |          |
|  | Marcatori | 80’ Kubo |

| Arbitro: | Sánchez Martínez |

|               |           |                                         |
| B. Méndez 32’ | Marcatori | 45+5’ (rig.) Villalibre 77’ T. Martínez |

| Getafe 1º settembre 2024, ore 19:15 CEST 4ª giornata | Getafe          | 0 – 0 referto | Real Sociedad | Coliseum Alfonso Pérez (10 929 spett.)\| Arbitro: \| Munuera Montero \| |
| Arbitro:                                             | Munuera Montero |               |               |                                                                         |

| Arbitro: | Martínez Munuera |

|  |           |                                       |
|  | Marcatori | 58’ (rig.) Vinícius 75’ (rig.) Mbappé |

| Valladolid 21 settembre 2024, ore 14:00 CEST 6ª giornata | Real Valladolid  | 0 – 0 referto | Real Sociedad | Stadio municipale José Zorrilla (21 171 spett.)\| Arbitro: \| Cuadra Fernández \| |
| Arbitro:                                                 | Cuadra Fernández |               |               |                                                                                   |

| Arbitro: | Cordero Vega |

|                  |           |  |
| Prats 36’ (rig.) | Marcatori |  |

| Arbitro: | Alberola Rojas |

|                              |           |  |
| Kubo 8’ Óskarsson 80’, 90+2’ | Marcatori |  |

| Arbitro: | De Mera Escuderos |

|           |           |               |
| Sučić 84’ | Marcatori | 1’ J. Álvarez |

| Arbitro: | Soto Grado |

|  |           |               |
|  | Marcatori | 44’ Oyarzabal |

| Arbitro: | Pulido Santana |

|  |           |                       |
|  | Marcatori | 23’ Torró 34’ Budimir |

| Arbitro: | Muñiz Ruiz |

|  |           |                               |
|  | Marcatori | 34’ Kubo 68’ (rig.) Oyarzabal |

| Arbitro: | Cuadra Fernández |

|            |           |  |
| Becker 33’ | Marcatori |  |

| Arbitro: | Gil Manzano |

|            |           |  |
| Sancet 26’ | Marcatori |  |

| Arbitro: | Hernández Maeso |

|                                             |           |  |
| D. Llorente 14’ (aut.) Oyarzabal 31’ (rig.) | Marcatori |  |

| Arbitro: | González Fuertes |

|  |           |                                               |
|  | Marcatori | 14’ B. Méndez 78’ Barrenetxea 90+2’ Oyarzabal |

| San Sebastián 15 dicembre 2024, ore 18:30 CET 17ª giornata | Real Sociedad | 0 – 0 referto | Las Palmas | Reale Arena (30 775 spett.)\| Arbitro: \| Melero López \| |
| Arbitro:                                                   | Melero López  |               |            |                                                           |

| Arbitro: | Busquets Ferrer |

|                  |           |  |
| Durán 40’, 45+1’ | Marcatori |  |

| Arbitro: | Soto Grado |

|          |           |  |
| Kubo 51’ | Marcatori |  |

#### Girone di ritorno
| Arbitro: | García Verdura |

|          |           |  |
| Duro 26’ | Marcatori |  |

| Arbitro: | Cuadra Fernández |

|  |           |                            |
|  | Marcatori | 72’ Uche 74’, 85’ C. Pérez |

| Arbitro: | Ortiz Arias |

|                  |           |                 |
| Budimir 34’, 74’ | Marcatori | 90+4’ Óskarsson |

| Arbitro: | Alberola Rojas |

|                         |           |                  |
| Becker 1’ B. Méndez 84’ | Marcatori | 53’ (rig.) Puado |

| Arbitro: | Gil Manzano |

|                          |           |  |
| Antony 51’ Roca 64’, 69’ | Marcatori |  |

| Arbitro: | Hernández Maeso |

|                                       |           |  |
| Zacharjan 12’ Kubo 48’ Olasagasti 80’ | Marcatori |  |

| Arbitro: | Quintero González |

|                                                        |           |  |
| G. Martín 25’ Casadó 29’ R. Araújo 56’ Lewandowski 60’ | Marcatori |  |

| Arbitro: | García Verdura |

|  |           |           |
|  | Marcatori | 46’ Ejuke |

| Arbitro: | Muñiz Ruiz |

|                          |           |                                 |
| Trejo 58’ Pedro Díaz 72’ | Marcatori | 20’ Zubimendi 80’ Mariezkurrena |

| Arbitro: | Cordero Vega |

|                            |           |              |
| Oyarzabal 23’ S. Gómez 68’ | Marcatori | 90+3’ Latasa |

| Arbitro: | Ortiz Arias |

|              |           |                                        |
| McBurnie 60’ | Marcatori | 5’ Oyarzabal 56’ S. Gómez 68’ Aramburu |

| Arbitro: | Martínez Munuera |

|  |           |                      |
|  | Marcatori | 20’ Larin 47’ Darder |

| Arbitro: | Cuadra Fernández |

|                      |           |                           |
| Pino 7’ A. Pérez 60’ | Marcatori | 19’ (rig.), 49’ Oyarzabal |

| Arbitro: | Busquets Ferrer |

|              |           |  |
| Tenaglia 65’ | Marcatori |  |

| San Sebastián 4 maggio 2025, ore 21:00 CEST 34ª giornata | Real Sociedad | 0 – 0 referto | Athletic Bilbao | Reale Arena (36 058 spett.)\| Arbitro: \| Soto Grado \| |
| Arbitro:                                                 | Soto Grado    |               |                 |                                                         |

| Arbitro: | Sánchez Martínez |

|                           |           |  |
| Sørloth 7’, 10’, 11’, 30’ | Marcatori |  |

| Arbitro: | García Verdura |

|  |           |           |
|  | Marcatori | 44’ Alfon |

| Arbitro: | Ortiz Arias |

|                                                      |           |                      |
| P. Marín 5’ Oyarzabal 20’ (rig.) Mariezkurrena 90+1’ | Marcatori | 10’ Stuani 77’ Portu |

| Arbitro: | Melero López |

|                 |           |  |
| Mbappé 38’, 83’ | Marcatori |  |

### Coppa di Spagna
| Arbitro: | Quintero González |

|  |           |                                                             |
|  | Marcatori | 12’, 15’ Barrenetxea 38’ S. Gómez 44’ Magunazelaia 78’ Goti |

| Arbitro: | García Verdura |

|  |           |               |
|  | Marcatori | 92’ B. Méndez |

| Arbitro: | Gil Manzano |

|  |           |                             |
|  | Marcatori | 55’ Oyarzabal 69’ B. Méndez |

| Arbitro: | Hernández Maeso |

|                                             |           |                    |
| Oyarzabal 23’ Olasagasti 45+1’ S. Gómez 79’ | Marcatori | 45+7’ (rig.) Trejo |

| Arbitro: | Melero López |

|                               |           |  |
| Barrenetxea 21’ B. Méndez 31’ | Marcatori |  |

| Arbitro: | Sánchez Martínez |

|  |           |             |
|  | Marcatori | 19’ Endrick |

| Arbitro: | Alberola Rojas |

|                                                        |           |                                                       |
| Endrick 30’ Bellingham 82’ Tchouaméni 86’ Rüdiger 115’ | Marcatori | 16’ Barrenetxea 72’ (aut.) Alaba 80’, 90+3’ Oyarzabal |

### UEFA Europa League

#### Fase campionato
| Arbitro: | Krogh |

|             |           |                 |
| Rosario 45’ | Marcatori | 18’ Barrenetxea |

| Arbitro: | Barbu |

|          |           |                       |
| Marín 5’ | Marcatori | 28’ Vázquez 39’ Leoni |

| Arbitro: | Saggi |

|              |           |                          |
| Turgeman 82’ | Marcatori | 19’ Pacheco 64’ S. Gómez |

| Arbitro: | Treimanis |

|                     |           |               |
| Adu 13’ Vašulín 90’ | Marcatori | 35’ Óskarsson |

| Arbitro: | Jug |

|                          |           |  |
| Barrenetxea 67’ Kubo 85’ | Marcatori |  |

| Arbitro: | Osmers |

|                               |           |  |
| Oyarzabal 19’, 33’ Becker 24’ | Marcatori |  |

| Arbitro: | Visser |

|                                      |           |                 |
| Gila 5’ Zaccagni 32’ Castellanos 34’ | Marcatori | 82’ Barrenetxea |

| Arbitro: | Beaton |

|                    |           |  |
| Óskarsson 43’, 48’ | Marcatori |  |

#### Fase a eliminazione diretta

##### Spareggi
| Arbitro: | Grinfeld |

|           |           |                            |
| Buksa 38’ | Marcatori | 11’ (rig.) Méndez 31’ Kubo |

| Arbitro: | Gözübüyük |

|                                                               |           |                             |
| Méndez 5’ Sučić 18’, 45+2’ Oyarzabal 73’ (rig.) Óskarsson 90’ | Marcatori | 24’ (rig.) Buksa 38’ Osorio |

##### Ottavi di finale
| Arbitro: | Kružliak |

|                      |           |             |
| Oyarzabal 70’ (rig.) | Marcatori | 57’ Zirkzee |

| Arbitro: | Bastien |

|                                                      |           |                      |
| B. Fernandes 16’ (rig.), 50’ (rig.), 87’ Dalot 90+1’ | Marcatori | 10’ (rig.) Oyarzabal |

## Statistiche finali

### Statistiche di squadra
| Competizione     | Punti | In casa | In casa | In casa | In casa | In casa | In casa | In trasferta | In trasferta | In trasferta | In trasferta | In trasferta | In trasferta | Totale | Totale | Totale | Totale | Totale | Totale | DR  |
| Competizione     | Punti | G       | V       | N       | P       | Gf      | Gs      | G            | V            | N            | P            | Gf           | Gs           | G      | V      | N      | P      | Gf     | Gs     | DR  |
| ---------------- | ----- | ------- | ------- | ------- | ------- | ------- | ------- | ------------ | ------------ | ------------ | ------------ | ------------ | ------------ | ------ | ------ | ------ | ------ | ------ | ------ | --- |
| Primera División | 46    | 19      | 8       | 3       | 8       | 20      | 20      | 19           | 5            | 4            | 10           | 15           | 26           | 38     | 13     | 7      | 18     | 35     | 46     | -11 |
| Coppa del Re     | -     | 3       | 2       | 0       | 1       | 5       | 2       | 4            | 3            | 10           | 0            | 12           | 4            | 7      | 5      | 1      | 1      | 17     | 6      | +11 |
| Europa League    | 11    | 6       | 4       | 1       | 1       | 14      | 5       | 6            | 2            | 1            | 3            | 8            | 12           | 12     | 6      | 2      | 4      | 22     | 17     | +5  |
| Totale           | -     | 28      | 14      | 4       | 10      | 39      | 27      | 29           | 10           | 6            | 13           | 35           | 42           | 57     | 24     | 10     | 23     | 74     | 69     | +5  |

### Andamento in campionato
| Giornata  | 1  | 2 | 3  | 4  | 5  | 6  | 7  | 8  | 9  | 10 | 11 | 12 | 13 | 14 | 15 | 16 | 17 | 18 | 19 | 20 | 21 | 22 | 23 | 24 | 25 | 26 | 27 | 28 | 29 | 30 | 31 | 32 | 33 | 34 | 35 | 36 | 37 | 38 |
| --------- | -- | - | -- | -- | -- | -- | -- | -- | -- | -- | -- | -- | -- | -- | -- | -- | -- | -- | -- | -- | -- | -- | -- | -- | -- | -- | -- | -- | -- | -- | -- | -- | -- | -- | -- | -- | -- | -- |
| Luogo     | C  | T | C  | T  | C  | T  | T  | C  | C  | T  | C  | T  | C  | T  | C  | T  | C  | T  | C  | T  | C  | T  | C  | T  | C  | T  | C  | T  | C  | T  | C  | T  | T  | C  | T  | C  | C  | T  |
| Risultato | P  | V | P  | N  | P  | N  | P  | V  | N  | V  | P  | V  | V  | P  | V  | V  | N  | P  | V  | P  | P  | P  | V  | P  | V  | P  | P  | N  | V  | V  | P  | N  | P  | N  | P  | P  | V  | P  |
| Posizione | 17 | 9 | 14 | 13 | 16 | 16 | 16 | 14 | 15 | 11 | 12 | 11 | 8  | 10 | 9  | 6  | 7  | 7  | 7  | 7  | 9  | 11 | 7  | 11 | 9  | 9  | 11 | 12 | 10 | 8  | 9  | 9  | 10 | 11 | 12 | 12 | 11 | 11 |

Legenda:

Luogo: C = Casa; T = Trasferta. Risultato: V = Vittoria; N = Pareggio; P = Sconfitta.

### Statistiche dei giocatori
Sono in corsivo i calciatori che hanno lasciato la società a stagione in corso.
| Giocatore        | Liga     | Liga | Liga        | Liga       | Coppa del Re | Coppa del Re | Coppa del Re | Coppa del Re | Europa League | Europa League | Europa League | Europa League | Totale   | Totale | Totale      | Totale     |
| Giocatore        | Presenze | Reti | Ammonizioni | Espulsioni | Presenze     | Reti         | Ammonizioni  | Espulsioni   | Presenze      | Reti          | Ammonizioni   | Espulsioni    | Presenze | Reti   | Ammonizioni | Espulsioni |
| ---------------- | -------- | ---- | ----------- | ---------- | ------------ | ------------ | ------------ | ------------ | ------------- | ------------- | ------------- | ------------- | -------- | ------ | ----------- | ---------- |
| N. Aguerd        | 21       | 0    | 5           | 0          | 4            | 0            | 1            | 0            | 11            | 0             | 2             | 0             | 36       | 0      | 8           | 0          |
| J. Aramburu      | 35       | 1    | 8           | 0          | 5            | 0            | 1            | 0            | 9             | 0             | 3             | 1             | 49       | 1      | 12          | 1          |
| J. Balda         | 0        | 0    | 0           | 0          | 1            | 0            | 0            | 0            | 1             | 0             | 1             | 0             | 2        | 0      | 1           | 0          |
| A. Barrenetxea   | 30       | 1    | 6           | 0          | 7            | 4            | 0            | 0            | 10            | 3             | 1             | 0             | 47       | 8      | 7           | 0          |
| S. Becker        | 22       | 2    | 1           | 1          | 4            | 0            | 0            | 0            | 10            | 0             | 0             | 0             | 36       | 2      | 1           | 1          |
| L. Beitia        | 1        | 0    | 0           | 0          | 1            | 0            | 0            | 0            | 0             | 0             | 0             | 0             | 2        | 0      | 0           | 0          |
| D. Díaz          | 1        | 0    | 0           | 0          | 0            | 0            | 0            | 0            | 0             | 0             | 0             | 0             | 1        | 0      | 0           | 0          |
| C. Fernández     | 0        | 0    | 0           | 0          | 0            | 0            | 0            | 0            | 0             | 0             | 0             | 0             | 0        | 0      | 0           | 0          |
| A. Elustondo     | 22       | 0    | 2           | 1          | 3            | 0            | 0            | 0            | 10            | 0             | 1             | 0             | 35       | 0      | 3           | 1          |
| S. Gómez         | 37       | 2    | 4           | 0          | 6            | 2            | 0            | 0            | 6             | 1             | 0             | 0             | 49       | 5      | 4           | 0          |
| U. González      | 1        | 0    | 1           | 0          | 2            | 0            | 0            | 0            | 1             | 0             | 0             | 0             | 4        | 0      | 1           | 0          |
| M. Goti          | 0        | 0    | 0           | 0          | 1            | 1            | 0            | 0            | 0             | 0             | 0             | 0             | 1        | 1      | 0           | 0          |
| T. Kubo          | 36       | 5    | 5           | 0          | 5            | 0            | 0            | 0            | 11            | 2             | 1             | 0             | 52       | 7      | 6           | 0          |
| Javi López       | 29       | 0    | 4           | 0          | 3            | 0            | 0            | 0            | 6             | 0             | 1             | 0             | 38       | 0      | 5           | 0          |
| J. Magunazelaia  | 2        | 0    | 0           | 0          | 2            | 1            | 0            | 0            | 1             | 0             | 1             | 0             | 5        | 1      | 1           | 0          |
| A. Mariezkurrena | 9        | 2    | 1           | 0          | 3            | 0            | 0            | 0            | 0             | 0             | 0             | 0             | 12       | 2      | 1           | 0          |
| P. Marín         | 23       | 1    | 3           | 0          | 6            | 0            | 0            | 0            | 9             | 1             | 1             | 0             | 38       | 2      | 4           | 0          |
| J. Martín        | 13       | 0    | 1           | 0          | 1            | 0            | 0            | 0            | 3             | 0             | 0             | 0             | 17       | 0      | 1           | 0          |
| U. Marrero       | 2        | -3   | 0           | 0          | 3            | -0           | 0            | 0            | 3             | -2            | 0             | 0             | 8        | -5     | 0           | 0          |
| B. Méndez        | 27       | 3    | 4           | 0          | 5            | 3            | 0            | 0            | 12            | 2             | 2             | 0             | 44       | 8      | 6           | 0          |
| A. Muñoz         | 21       | 0    | 4           | 0          | 6            | 0            | 1            | 0            | 8             | 0             | 3             | 1             | 35       | 0      | 8           | 1          |
| A. Odriozola     | 2        | 0    | 1           | 0          | 2            | 0            | 0            | 0            | 4             | 0             | 2             | 0             | 8        | 0      | 3           | 0          |
| J.A. Olasagasti  | 22       | 1    | 2           | 0          | 6            | 1            | 1            | 0            | 6             | 0             | 2             | 0             | 34       | 2      | 5           | 0          |
| O. Óskarsson     | 23       | 3    | 1           | 0          | 5            | 0            | 0            | 0            | 9             | 4             | 1             | 0             | 37       | 7      | 2           | 0          |
| M. Oyarzabal     | 35       | 9    | 4           | 1          | 6            | 4            | 2            | 0            | 12            | 5             | 2             | 0             | 53       | 18     | 8           | 1          |
| J. Pacheco       | 14       | 0    | 3           | 0          | 3            | 0            | 0            | 0            | 5             | 1             | 1             | 0             | 22       | 1      | 4           | 0          |
| A. Remiro        | 36       | -38  | 0           | 0          | 4            | -6           | 0            | 0            | 9             | -15           | 0             | 0             | 49       | -59    | 0           | 0          |
| I. Rupérez       | 0        | 0    | 0           | 0          | 1            | 0            | 0            | 0            | 0             | 0             | 0             | 0             | 1        | 0      | 0           | 0          |
| U. Sadiq         | 7        | 0    | 1           | 0          | 1            | 0            | 0            | 0            | 3             | 0             | 0             | 0             | 11       | 0      | 1           | 0          |
| L. Sučić         | 29       | 1    | 4           | 0          | 5            | 0            | 0            | 0            | 6             | 2             | 1             | 0             | 40       | 3      | 5           | 0          |
| H. Traoré        | 11       | 0    | 2           | 0          | 1            | 0            | 0            | 0            | 1             | 0             | 0             | 0             | 13       | 0      | 2           | 0          |
| B. Turrientes    | 21       | 0    | 4           | 0          | 3            | 0            | 0            | 0            | 7             | 0             | 0             | 0             | 31       | 0      | 4           | 0          |
| A. Zacharjan     | 3        | 1    | 0           | 0          | 0            | 0            | 0            | 0            | 1             | 0             | 0             | 0             | 4        | 1      | 0           | 0          |
| I. Zubeldia      | 28       | 0    | 6           | 1          | 5            | 0            | 0            | 0            | 8             | 0             | 2             | 0             | 41       | 0      | 8           | 1          |
| M. Zubimendi     | 36       | 2    | 6           | 0          | 4            | 0            | 1            | 0            | 8             | 0             | 4             | 0             | 48       | 2      | 11          | 0          |